# Herbert Juhnke
Herbert Juhnke (* 19. Februar 1932 in Ostpommern; † 11. Juni 2008 in Kiel) war ein deutscher Klassischer Philologe.

## Leben
Herbert Juhnke wurde 1963 an der Universität Kiel mit der Dissertation Das dichterische Selbstverständnis des Horaz und Properz promoviert. Seine Habilitation erfolgte am 19. Juni 1968 mit der Schrift Homerisches in römischer Epik flavischer Zeit (publiziert München 1973). Von 1972 bis 1997 war Juhnke C 3-Professor für Klassische Philologie, insbesondere Latinistik, an der Universität Kiel. Er war bekannt dafür, sich ebenso wie sein akademischer Lehrer Erich Burck fließend auf Latein verständigen zu können.